# Кампе (мифология)
Ка́мпе (др.-греч. Κάμπη) — персонаж греческой мифологии, чудовище женского пола. Она охраняла в Тартаре циклопов и гекатонхейров, которых заточил туда Кронос. Её убил Зевс, когда ему понадобилась их помощь в титаномахии.

## Имя
Греческое слово κάμπη обозначает гусеницу или шелкопряда. Его этимология, вероятно, связана с омофоном καμπή (с ударением на втором слоге), основное значение которого — извилистая река, а в более широком смысле — любой изгиб.

## Мифология
Впервые о заточении и последующем освобождении киклопов и гекатонхейров рассказано в «Теогонии» Гесиода, однако там никакой охраны не было. События с участием Кампе, вероятно, были описаны в утерянной ныне поэме «Титаномахия» и орфических текстах, на которых основывал свой рассказ об этом Псевдо-Аполлодор.
Гесихий Александрийский отметил, что поэт Эпихарм в V веке до н. э. описал Кампе как κῆτος, морское чудовище (которых называли от Кето).
Диодор Сицилийский писал, что когда бог Дионис разбил лагерь рядом с ливийским городом Забирна, то встретил и убил «рождённое из земли чудовище Кампе», терроризировавшее город, убившее многих его жителей. Эта история, возможно, навеяна тартарской Кампе. Ни Аполлодор, ни Диодор не дали каких-либо описаний Кампе, но в VI веке это подробно сделал греческий поэт Нонн Панополитанский: была она «змеестопной» и ядовитой, «в извилистом теле тысячи ликов собрала… звериных и чудищ», две головы походили на Сфингу и Скиллу, в «середине же девой являлась» со змеями «вместо кудрей», с длинными когтями «на многочисленных дланях», от груди и до паховых складок имела пурпурную чешую, как у морских чудовищ, а хвост — скорпиона.
Дыбилась твердь земная, пучились глуби морские,
Если она летела, темным крылом помавая,
Вкруг поднимались смерчи, бури ей подчинялись,
Деве сей тартарийской чернокрылой, зеницы
Пламя её извергали, палил огонь всю округу!
Зевс ударом молнии поразил её. Описание Нонна аналогично описанию Гесиодом Тифона («Теогония» 820 и далее). По мнению Дж. Е. Фонтенроуза тут она также была Ехидной под другим именем, на что указывают змеиные черты и сравнения со Сфингой и Скиллой.